# СМДМ
| СМДМ                |                                                           |
|                     |                                                           |
|                     |                                                           |
| Основная информация |                                                           |
| Разработчик         | Гидроприбор                                               |
| Государство         | Россия                                                    |
| На вооружении       | Есть                                                      |
| Тип                 | Самотранспортирующаяся Донная                             |
| Назначение          | поражение НК и ПЛ                                         |
| Базирование         | НК и ПЛ                                                   |
| Параметры           |                                                           |
| Длина               | 7900 мм                                                   |
| Диаметр             | 533 мм                                                    |
| Боевая часть        | МС, 500 кг                                                |
| Масса               | 2150 кг                                                   |
| Технические данные  |                                                           |
| Скорость            | хода 45 узлов                                             |
| Двигатель           | тепловой                                                  |
| Ступени             | предохранения 3                                           |
| Дальность           | реагирования до 300 м                                     |
| Глубина             | места установки 6-120 м хода 5-15 м выстреливания до 70 м |
| Срок службы         | на позиции 1 год                                          |

СМДМ — Самотранспортирующаяся морская донная мина для активных скрытных и оборонительных минных постановок из 533-мм торпедных аппаратов подводных лодок или с надводных кораблей.
Донные мины применяются в районах с ограниченной глубиной для их защиты или блокады. Мины такого типа предназначены для поражения подводных лодок и надводных кораблей (судов) в труднодоступных для минирования районах с развитой системой противолодочной обороны.

## История проектирования
Разработку самотранспортирующейся мины СМДМ осуществлял Концерн Морское Подводное Оружие-Гидроприбор.
Данная мина состоит на вооружении ВМФ России и используется для защиты или блокады районов с глубинами до 120 метров.

## Конструкция
Самотранспортирующаяся морская донная мина «СМДМ» состоит из 4 отсеков:
1. Боевого зарядного отделения;
2. Аппаратурно-приборного модуля;
3. Резервуарная часть;
4. Кормовая часть.

Боевое зарядное отделение оснащено зарядом взрывчатого вещества массой 500 кг.
Аппаратурно-приборный модуль (применяется и в минах МДМ) — функционально законченный узел комплектующийся 3-канальным комбинированным взрывателем с акустико-электромагнитно-гидродинамическим принципом действия, который реагирует на акустическое, электромагнитное и гидродинамическое поля корабля-цели и приборами срочности, кратности и ликвидации.
Резервуарная часть включает в себя резервуары с кислородом, керосином и морской водой.
Кормовая часть состоит из теплового двигателя, рулевой машинки и хвостового отсека с 2 винтами и рулями направления и глубины.

## Принцип действия
Самотранспортирующаяся морская мина СМДМ представляет собой гибрид торпеды с донной миной в качестве боевой части, которая выстреливается из торпедного аппарата подводной лодки или с надводного корабля. После выстреливания и прохождения дистанции самотранспортирующаяся морская мина ложится на грунт в недоступном для ПЛ заданном районе с развитой системой ПЛО и на требуемой глубине. СМДМ на грунте начинает работать, как обычная донная мина типа МДМ.